# انریکو فانتینی
انریکو فانتینی (انگلیسی: Enrico Fantini؛ زادهٔ ۲۷ فوریهٔ ۱۹۷۶) بازیکن فوتبال اهل ایتالیا است.
از باشگاه‌هایی که در آن بازی کرده‌است می‌توان به باشگاه فوتبال فیورنتینا، باشگاه فوتبال مودنا، باشگاه فوتبال تورینو، باشگاه فوتبال آلساندریا، باشگاه فوتبال یوونتوس، باشگاه فوتبال کیه‌وو ورونا، باشگاه فوتبال کرمونزه، باشگاه فوتبال بولونیا، باشگاه فوتبال چیتادلا، باشگاه فوتبال ونتزیا، و باشگاه فوتبال لیورنو اشاره کرد.